# Снежная скульптура

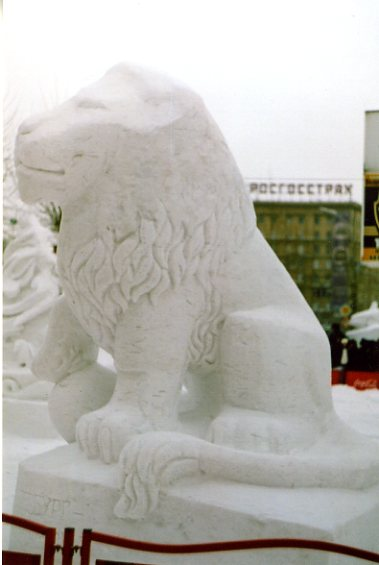
Снежный лев (авторы из Санкт-Петербурга), Приз мэра-2007 Новосибирск

Снежная скульптура в Екатеринбурге

Снежная скульптура — художественная композиция, выполненная из снега.
Для изготовления снежной скульптуры используется как природный, так и искусственно созданный снег. Блоки природного снега выпиливаются вручную или с помощью бензопилы (что намного удобней) из толстых пластов снежного покрова. 
В природных условиях снег необходимой толщины можно найти, как правило, к концу ноября — началу декабря. Искусственный материал для  скульптуры можно получить уже к началу зимнего сезона.  С помощью красителей  можно получить снег различных цветовых оттенков. В снег для художественного оформления могут быль вморожены различные предметы. Также для цветового оформления используют различные виды подсветки.
Для художественной резки  используются различные инструменты. На создание композиции или скульптуры в зависимости от размеров уходит как правило от 3-4 ч. до нескольких дней.
В ряде городов северного полушария таких как Новосибирск, Харбин,  зимой проводят фестивали ледяных и снежных скульптур. На которых создают  десятки а то и сотни статуй и композиций.
Снежные композиции при отрицательных температурах способны сохраняться практически вечно, а достаточно большие снежные скульптуры как правило спокойно выдерживают 1 месяц зимой на открытом воздухе, а при должном уходе способны простоять на улице 2-3 месяца.

## Фестивали снежных и ледовых скульптур
- Зимний фестиваль Винтерлюд (Канада)
- Харбинский международный фестиваль льда и снега (Китай)
- Снежный фестиваль в Саппоро (Япония)
- Фестиваль «Гиперборея» (Петрозаводск, Россия)
- И снег, и лёд, и пламень (Пермь, Россия) — международный, проводится с 1994 года
- Сибирский фестиваль снежной скульптуры (Новосибирск, Россия)
- Кубок России по снежной и ледовой скульптуре "Зимний вернисаж" (Пермь, Россия) - международный, проводится с 2007 года.